# بطولة العالم للكرة الطائرة ناشئات 2017
كانت بطولة العالم تحت 18 عامًا لبطولة كرة الطائرة للناشئات تحت 18 عامًا هي النسخة الخامسة عشرة من البطولة الدولية للكرة الطائرة والبطولة العالمية للفرق الوطنية للسيدات تحت سن 18 عامًا، والتي نظمتها الهيئة الحاكمة للرياضة في العالم، FIVB. استضافت الأرجنتين البطولة في مدينتي روزاريو وسانتا في من 18 إلى 27 أغسطس 2017.  20 فريقا من 5 اتحادات تنافسوا في البطولة.
فازت إيطاليا بلقبها الثاني في المسابقة، بعد فوزها بالنسخة السابقة أيضًا، حيث هزمت جمهورية الدومينيكان في النهائي.  هزمت روسيا تركيا للحصول على الميدالية البرونزية.  انتُخبت إيلينا بيتريني من إيطاليا كأكثر لاعبة قيمة MVVP. 

## الترتيب النهائي
| مركز   | فريق                |
| ------ | ------------------- |
| الأول  | إيطاليا             |
| الثاني | جمهورية الدومينيكان |
| الثالث | روسيا               |
| 4      | تركيا               |
| 5      | اليابان             |
| 6      | ألمانيا             |
| 7      | الأرجنتين           |
| 8      | الولايات المتحدة    |
| 9      | بيلاروس             |
| 10     | البرازيل            |
| 11     | كوريا الجنوبية      |
| 12     | بيرو                |
| 13     | صربيا               |
| 14     | كولومبيا            |
| 15     | سلوفينيا            |
| 16     | بولندا              |
| 17     | تايلاند             |
| 18     | المكسيك             |
| 19     | الصين               |
| 20     | كوبا                |

| بطل العالم للكرة الطائرة ناشئات 2017 |
| ------------------------------------ |
| · إيطاليا · للمرة الثانية            |